# Myken
Myken est un village de pêcheurs de l'île Sjuløya sur l'archipel de Myken dans le comté de Nordland, en Norvège.

## Géographie
Administrativement, Myken fait partie de la kommune de Rødøy.